# Black Hole Recordings
Black Hole Recordings ist ein niederländisches Independent-Label, das sich auf Trance spezialisiert hat. Es wurde im Jahr 1997 von Arny Bink und Tiësto gegründet und hat seinen Sitz in Breda. Im August 2009 verkaufte Tiësto seinen Anteil an Arny Bink, der seitdem alleiniger Besitzer ist.

## Geschichte
1994 unterschrieb Tiësto beim Label Basic Beat Recordings, wo er Arny Bink kennenlernte. 1997 entschieden die beiden, Basic Beat zu verlassen, und ein eigenes Musiklabel zu gründen. Über Black Hole Recordings veröffentlichte Tiësto die Album-Serie Magik und gründete 1998 die beiden Sublabels In Trance We Trust und SongBird. Später veröffentlichte er die Album-Serie In Search of Sunrise bei SongBird. Im Jahr 2001 gründete Tiësto ein weiteres Sublabel namens Magik Muzik, auf dem er die meisten seiner Chart-Erfolge veröffentlichte.
Black Hole Recordings wurde an den International Dance Music Awards in Miami in den Jahren 2008 bis 2012 jeweils als Best Global Dance Record Label nominiert.

## Sublabels
Zum Label Black Hole Recordings gehören derzeit zwölf Sublabels (in Klammer das Gründungsjahr):
| - In Trance We Trust (1998) - SongBird (1998) - AVANTI (1999) - Wildlife (1999) - Magik Muzik (2001) - Outstanding (geführt von Cor Fijneman) (2001) | - Jacuzzi Records (2002) - Tunes For You (geführt von Johan Gielen) (2005, erworben 2006) - Streamline Records (2008) - APPIA Music (geführt von Mr. Sam) (2008) - Fris! (2008) - Terminal 4 (2006, erworben 2009) |

## Künstler
Neben Tiësto haben folgende Künstler schon Produktionen bei Black Hole Recordings beziehungsweise einem Sublabel veröffentlicht: Andain, Art of Trance, BT, Cor Fijneman, Cosmic Gate, Jes Brieden, Johan Gielen, Jonas Steur, Mr. Sam, Nifra, Robbie Rivera, Roger Shah, Vincent de Moor, Way Out West.